# Corral Falso (Ajuchitlán del Progreso)
Corral Falso es una localidad del estado mexicano de Guerrero. Es parte del municipio de Ajuchitlán del Progreso.

## Demografía
| Gráfica de evolución demográfica |
|                                  |

| Censo | Población |
| ----- | --------- |
| 1900  | 366       |
| 1910  | 474       |
| 1921  | 649       |
| 1930  | 707       |
| 1940  | 732       |
| 1950  | 776       |
| 1960  | 1 253     |
| 1970  | 1 896     |
| 1980  | 2 017     |
| 1990  | 3 031     |
| 2000  | 3 312     |
| 2010  | 3 123     |
| 2020  | 3 182     |